# Euselasia phedica
Euselasia phedica är en fjärilsart som beskrevs av Jean Baptiste Boisduval 1836. Euselasia phedica ingår i släktet Euselasia och familjen Riodinidae. Inga underarter finns listade i Catalogue of Life.

## Bildgalleri

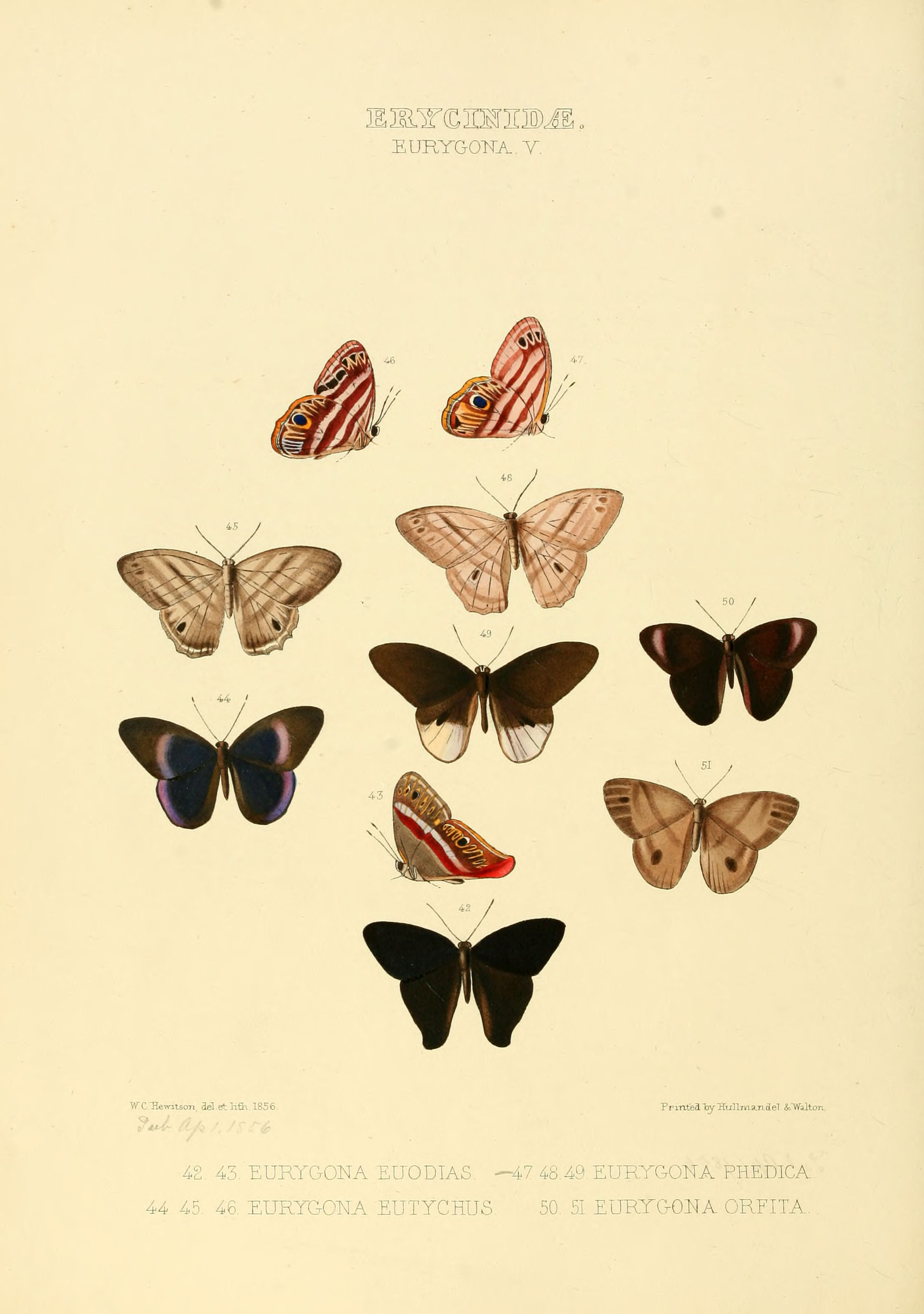